# Colombes
Colombes (französisch [kɔˈlõb]) ist eine französische Industriestadt mit 90.692 Einwohnern (Stand 1. Januar 2022) im Großraum von Paris. Sie befindet sich rund zehn Kilometer nordwestlich des Pariser Stadtzentrums im Département Hauts-de-Seine zwischen Courbevoie und Argenteuil am Südufer der Seine. Die Einwohner werden Colombiens genannt.

## Geschichte
Die Gegend um Colombes ist seit prähistorischer Zeit besiedelt. Der Ortsname stammt vom Lateinischen columna = Säule und erinnert entweder an eine megalithische Kultsäule oder an die Säulen einer gallo-römischen Villa, die sich hier befand. Für die merowingische Zeit ist ein Grabfeld belegt. Das Dorf Colombes war seit dem frühen Mittelalter der Abtei von Saint-Denis unterstellt. Mit dem Bau des Pont de Neuilly über die Seine verbesserte sich die Verkehrslage des in einer Seine-Schleife gelegenen Ortes, wovon der Handel profitierte, sodass sich im Ort zunehmend wohlhabende Kaufleute niederließen; auch Königin Henrietta Maria von Frankreich, die Tochter von Heinrich IV., hatte eine enge Beziehung zu diesem Ort, wo sie seit 1657 lebte und 1669 schließlich auch starb.
Zu Beginn des 19. Jahrhunderts wurden zwei weitere Seine-Brücken erbaut, der Pont de Bezons (1811) und der Pont d’Argenteuil (1832). Einen Bahnanschluss mit den Bahnhöfen Colombes-Centre und Bois-Colombes kam in den 1850er Jahren hinzu. Impressionisten, wie Monet, Caillebotte und Sisley, kamen nach Colombes, um den malerischen Flusshafen Petit Gennevilliers zu besuchen.
Obwohl die Ortsteile Bois-Colombes und La Garenne-Colombes 1896 bzw. 1910 von der Gemeinde Colombes getrennt wurden, wuchs diese stetig weiter und erreichte zu Beginn des 20. Jahrhunderts 10.000 Einwohner. Größere Unternehmen siedelten sich hier an, so 1911 der Reifenhersteller Goodrich, 1917 der Flugzeughersteller Amiot oder die Telefonfabrik Ericsson und der Motorenbauer Gnôme. Daneben wurde Colombes bekannt als Zentrum der Parfumherstellung mit Unternehmen wie Guerlain, Sauzé und Dorin.
Zwischen den Weltkriegen entstanden in Colombes moderne Wohnsiedlungen. Die Stadt wurde aber vor allem als Zentrum des Sports überregional bekannt. Auf der Île Marante entstand ein Sportkomplex mit Schwimmbad, Eisbahn und Tennisplätzen. Anlässlich der Olympischen Sommerspiele 1924 von Paris entstand das 60.000 Besucher fassende Stade Olympique Yves-du-Manoir, das seit 1929 den Namen des prominenten Rugby-Spielers Yves du Manoir trägt und das auch einer der Austragungsorte der Fußball-Weltmeisterschaft 1938 war. Mit dem Ausbruch des Zweiten Weltkriegs wurde es zu einem großen Internierungslager umfunktioniert, in dem vor allem Emigranten aus Deutschland und Österreich untergebracht wurden.
Im Zweiten Weltkrieg blieb Colombes von Zerstörungen weitgehend verschont. Hier gab es ein Lager, in dem aufgrund der antisemitischen Politik des Vichy-Regimes, vorübergehend auch der Journalist Otto Leichter, der Schriftsteller Soma Morgenstern und der Künstler Erich Sauer interniert waren.
Am 24. Juni 1945 wurde im Stade Yves-du-Manoir der erste Fußballfinal der Nachkriegszeit gespielt, der FC Rouen gewann gegen Lyon Olympique Universitaire (Olympique Lyon). Die Infrastruktur wurde ausgebaut. So entstand ein zusätzliches Gymnasium und das Krankenhaus Louis Mourier, benannt nach dem gleichnamigen Politiker. Colombes erhielt Anschluss an die Autobahn A 86.

## Politik
Colombes ist in die beiden Wahlkreise Colombes-1 und Colombes-2 gegliedert.
Von 2001 bis 2008 amtierte Nicole Goueta von der UMP als Bürgermeisterin, 2008 wurde sie von Philippe Sarre von der PS abgelöst, seit 2014 amtiert wiederum Nicole Goueta. Seit 2020 ist Patrick Chaimovitch (Les Écologistes|EELV) Bürgermeister von Colombes.

## Baudenkmäler
Siehe: Liste der Monuments historiques in Colombes

## Bildung
Colombes verfügt über drei Gymnasien und 18 Grundschulen sowie über zwei Fachschulen.

## Verkehr
Colombes besitzt heute vier Bahnhöfe im Netz der SNCF sowie 13 Buslinien der RATP.
Seit 2012 hat Colombes auch einen Straßenbahnanschluss: Die Linie T2 der Pariser Straßenbahn hat drei Haltestellen in Colombes. Einige Stationen weiter (Station La Défense) bestehen Umsteigemöglichkeiten zur Métrolinie 1 und zum RER A.
Die Autobahn A 86 verläuft entlang des südlichen Seineufers, während die A 15 die Stadt mit dem nordwestlich gelegenen Cergy verbindet.

## Wirtschaft
Wichtigster Arbeitgeber der Stadt ist heute der Flugzeugtriebwerkshersteller Snecma. Colombes ist außerdem ein Standort der Firmen Oracle und Alcatel.

## Partnerstädte
Colombes unterhält Städtepartnerschaften mit Frankenthal (Pfalz) (Deutschland), Yaoundé (Kamerun) und Viana do Castelo (Portugal).

## Persönlichkeiten
In Colombes lebten bzw. wurden geboren:
- Königin Henrietta Maria von Frankreich (1609–1669)
- Henry Litolff (1818–1891), englischer Klaviervirtuose (starb in Colombes)
- Augustin Théodule Ribot (1823–1891), Maler
- Charles-Henri Pourquet (1877–1943), Bildhauer
- Louis Engel (1885–1960), Radrennfahrer
- Émile Engel (1889–1914), Radrennfahrer
- André Chéron (1895–1980), Schachgroßmeister
- Jacques de Francony (1899–1942), französischer Flieger und Autorennfahrer
- Rosine Delamare (1911–2013), Kostümbildnerin
- Fernand Wambst (1912–1969), Radrennfahrer
- Lise Delamare (1913–2006), Schauspielerin
- René Debenne (1914–2012), Radrennfahrer
- Jean-Louis Crémieux-Brilhac (1917–2015), Widerstandskämpfer gegen den Nationalsozialismus
- Guy Million (1932–2004), Radrennfahrer
- Patrick Préjean (* 1944), Theaterschauspieler
- Alain Cudini (* 1946), Autorennfahrer
- Jean-Jacques Kravetz (* 1947), Musiker und Komponist
- Luc Ferry (* 1951), Bildungsminister
- Daniel Balavoine (1952–1986), Sänger
- Patrick Abada (* 1954), Stabhochspringer
- Philippe Dana (* 1959), Fernsehmoderator
- Philippe Candeloro (* 1972), Eiskunstläufer
- Surya Bonaly (* 1973), Eiskunstläuferin
- Rama Yade (* 1976), Kandidat für die Präsidentschaftswahl 2017
- Brahim Hemdani (* 1978), algerischer Fußballspieler
- Zoumana Camara (* 1979), Fußballspieler
- Abdoulaye Méïté (* 1980), ivorischer Fußballspieler
- Alaeddine Yahia (* 1981), tunesischer Fußballspieler
- Élodie Thomis (* 1986), Fußballspielerin
- Pauline Guichard (* 1988), Schachspielerin
- Steven Nzonzi (* 1988), Fußballspieler
- Mame-Ibra Anne (* 1989), Leichtathlet
- Jonathan Toto (* 1990), französisch-kamerunischer Fußballspieler
- Eliaquim Mangala (* 1991), Fußballspieler
- Josué Albert (* 1992), Fußballspieler
- Axel Chapelle (* 1995), Stabhochspringer
- Joyskim Dawa (* 1996), kamerunischer Fußballspieler
- Ludovic Blas (* 1997), Fußballspieler
- Jean-Ricner Bellegarde (* 1998), Fußballspieler
- Marie-Antoinette Katoto (* 1998), Fußballspielerin
- Sandy Baltimore (* 2000), Fußballspielerin
- Matthias Phaeton (* 2000), Fußballspieler
- Sabah Seghir (* 2000), französisch-marokkanische Fußballspielerin
- Manu Koné (* 2001), Fußballspieler